# Critérium international 2009
La 78e édition de la course cycliste à étapes du Critérium international a eu lieu du 28 au 29 mars 2009 à Charleville-Mézières.

## Classements des étapes
| Étape     | Date    | Villes étapes                               | km      | Vainqueur d'étape                        | Leader du classement général             |
| 1re étape | 28 mars | Monthois - Charleville-Mézières             | 190 km  | Jimmy Casper (Besson Chaussures-Sojasun) | Jimmy Casper (Besson Chaussures-Sojasun) |
| 2e étape  | 29 mars | Les Vieilles Forges - Monthermé             | 98.5 km | Jens Voigt (Saxo Bank)                   | Jens Voigt (Saxo Bank)                   |
| 3e étape  | 29 mars | Charleville-Mézières - Charleville-Mézières | 8,3 km  | Tony Martin (Columbia-High Road)         | Jens Voigt (Saxo Bank)                   |

## Évolution des classements
| Étape (Vainqueur)      | Classement général | Classement par points | Classement de la montagne | Classement du meilleur jeune | Classement par équipes |
| ---------------------- | ------------------ | --------------------- | ------------------------- | ---------------------------- | ---------------------- |
| 1re étape Jimmy Casper | Jimmy Casper       | Jimmy Casper          | David Le Lay              | Ben Swift                    | Skil-Shimano           |
| 2e étape Jens Voigt    | Jens Voigt         | Jens Voigt            | Jens Voigt                | Romain Feillu                | Saxo Bank              |
| 3e étape Tony Martin   | Jens Voigt         | Jens Voigt            | Jens Voigt                | Jérôme Coppel                | Saxo Bank              |

## Classement général final
| \| 1 \| Jens Voigt \| Allemagne \| 7 h 23 min 00 s \| \| 2 \| František Raboň \| Tchéquie \| + 2 s \| \| 3 \| Danny Pate \| États-Unis \| 9 s \| \| 4 \| Maxime Monfort \| Belgique \| 12 s \| \| 5 \| Cyril Lemoine \| France \| 18 s \| \| 6 \| Jérôme Coppel \| France \| 23 s \| \| 7 \| Juan José Oroz \| Espagne \| 30 s \| \| 8 \| Jean-Eudes Demaret \| France \| 34 s \| \| 9 \| Rinaldo Nocentini \| Italie \| 35 s \| \| 10 \| Evgueni Petrov \| Russie \| 37 s \| |                    |            |                 |
| 1 | Jens Voigt         | Allemagne  | 7 h 23 min 00 s |
| 2 | František Raboň    | Tchéquie   | + 2 s           |
| 3 | Danny Pate         | États-Unis | 9 s             |
| 4 | Maxime Monfort     | Belgique   | 12 s            |
| 5 | Cyril Lemoine      | France     | 18 s            |
| 6 | Jérôme Coppel      | France     | 23 s            |
| 7 | Juan José Oroz     | Espagne    | 30 s            |
| 8 | Jean-Eudes Demaret | France     | 34 s            |
| 9 | Rinaldo Nocentini  | Italie     | 35 s            |
| 10 | Evgueni Petrov     | Russie     | 37 s            |

## Classements annexes
| Maillot vert (classement par points)   | Jens Voigt 22 pts |
| Maillot à pois (meilleur grimpeur)     | Jens Voigt 29 pts |
| Maillot blanc (meilleur jeune -25 ans) | Jérôme Coppel     |
| Meilleure équipe                       | Saxo Bank         |